# Отавия Пиколо
Вижте пояснителната страница за други личности с името Пиколо.
Отавия Пиколо (на италиански: Ottavia Piccolo) e италианска телевизионна и филмова актриса. 

## Биография
Носителка е на наградата за най-добра женска роля на кинофесивала в Кан през 1970 г. Първата си роля изпълнява на 13-годишна възраст, като играе в телевизионния филм по повестта на Достоевски „Бели нощи“. В България е известна с ролите си във филмите „Гепардът“, „Серафино“, „Метело“, „Вдовицата Кудерк“, „Животът на Леонардо да Винчи“, „Зоро“ и сериала „Жена“.

## Избрана Филмография
| година | филм             | оригинално заглавие | роля                    | режисьор          |
| ------ | ---------------- | ------------------- | ----------------------- | ----------------- |
| 1963   | Гепардът         | Il gattopardo       | Катерина                | Лукино Висконти   |
| 1968   | Серафино         | Serafino            | Лидия                   | Пиетро Джерми     |
| 1971   | Вдовицата Кудерк | La Veuve Couderc    | Фелиси                  | Пиер Грание-Дефер |
| 1975   | Зоро             | Zorro               | Контеса Ортенсия Пулидо | Дучо Тесари       |